# 小河郷 (瀏陽市)
小河郷（しょうかきょう）は中華人民共和国湖南省長沙市瀏陽市の郷。

## 行政区画
- 潭湾村（旧制潭湾村、巌坪村を母体に新制「潭湾村」として発足）
- 新河村（旧制新河村、金沙村を母体に新制「新河村」として発足）
- 皇碑村
- 烏石村
- 田心村

## 歴史
1950年、瀏陽県第四区の管轄に属する。
1956年、「小河郷」に改称。
1958年、「漢高公社」に改称。1959年に合併により上游公社となった。1961年に「小河公社」に改称。
1995年、旧制小河郷、鳳渓郷を母体に新制「小河郷」として発足。
1983年、「小河郷」に復名。

## 経済

### 名物・特産品
- 爆竹
- 野菜
- 黒山羊
- 黒アヒル
- 黒兎
- シイタケ

## 地理
小河郷は瀏陽市の西部に位置し、北は張坊鎮と、東及び南東は江西省万載県白水郷と、西は永和鎮とそれぞれ接している。
- 河川：小渓河
- ダム湖：株樹橋水庫
- 山：打鼓石（標高730.6メートル）、旗燕山（標高776メートル）、金鐘湖（標高863メートル）

## 教育
- 小河中学

## 交通

### 道路
- 県道：X001

## 観光
- 株樹橋水庫
- 金鐘湖

## 出身有名人
- 湯平：中国人民解放軍中将。
- 王紹坤：中国共産党の革命家。
- 郭子明（1906年-1934年）：中共党員、紅軍早期の高級幹部。